# Distretto di Ağdaş
Il distretto di Ağdaş (in azero: Ağdaş rayon) è un distretto dell'Azerbaigian. Il suo capoluogo è Ağdaş.